# 콜포트 도자기 박물관

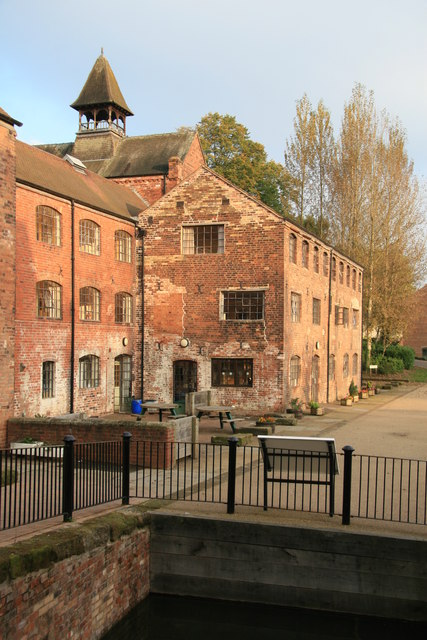
콜포트 도자기 박물관

콜포트 도자기 박물관(Jackfield Tile Museum)은 아이언브리지 협곡 박물관 트러스트가 관할하는 박물관 중 하나로, 콜포트에서 생성된 도자기에 관한 자료를 볼 수 있다.